# 小原芳春
小原 芳春（おばら よしはる、1936年3月21日 - ）は、日本の実業家。株式会社デニーズジャパン第3代代表取締役社長を務めた。

## 人物・経歴
静岡県沼津市出身。小樽商科大学卒業後、1960年東レ入社。1971年イトーヨーカ堂入社。1993年からデニーズジャパン代表取締役社長を務め、業務改革を進め、サービス水準の向上にあたった。1998年沼津市ぬまづ大使。2001年緑丘会理事長。2002年デニーズジャパン相談役。2003年ヤギ監査役。